# 中華航空206便墜落事故
中華航空206便墜落事故（ちゅうかこうくう206びんついらくじこ）とは、1970年に起きた、台湾（中華民国）の航空会社の中華航空（現：チャイナエアライン）の旅客機が墜落した航空事故である。

## 事故の概略
1970年8月12日、中華航空206便（機体は日本航空機製造YS-11双発ターボプロップ機、機体記号B-156）は花蓮から台北に向かっていた。206便は当時、悪天候に見舞われており、そのため台北松山空港への着陸アプローチに失敗、空港の西側にある山林に墜落した。一説には圓山飯店（台北で著名な大型ホテル）近くの林に接触しながら墜落したという。
事故機には乗員5名、乗客26名の合計31名が搭乗していたが、この事故で14名が死亡、17名が負傷した。

## 被害者
犠牲者の中には宝塚歌劇団花組生徒で池田銀行初代イメージキャラクターであった清月輝がおり、宝塚歌劇団の期待のホープの急死に日本全国が大きな衝撃を受けた。